# Frida Kahlo
Magdalena Frida Carmen Kahlo y Calderón (Coyoacán, Ciudad de México, 6 de julio de 1907-Coyoacán, Ciudad de México, 13 de julio de 1954), conocida como Frida Kahlo, fue una pintora mexicana. Su obra gira temáticamente en torno a las vivencias de su vida personal. Realizó un total de 150 obras, principalmente autorretratos, en los que proyectó sus dificultades por sobrevivir. También es considerada como un icono pop de la cultura de México.
Su vida estuvo marcada por un grave accidente de autobús en su juventud que la mantuvo postrada en cama durante largos periodos, llegando a someterse hasta a 32 operaciones quirúrgicas. Llevó una vida poco convencional. La obra de Frida y la de su marido, el pintor Diego Rivera, se influyeron mutuamente. Ambos compartieron el gusto por el arte popular mexicano de raíces indígenas, inspirando a otros pintores mexicanos del periodo posrevolucionario.
En 1939, sus pinturas fueron expuestas en Francia tras haber recibido una invitación de André Breton, quien intentó convencerla de que eran «surrealistas». Sin embargo, Frida  no veía su arte reflejado en esta tendencia ya que ella consideraba que no pintaba sueños, sino su propia vida. Una de las obras de esta exposición (Autorretrato-El marco, que actualmente se encuentra en el Centro Pompidou) se convirtió en el primer cuadro de un artista mexicano adquirido por el Museo del Louvre. Su obra gozó de la admiración de destacados pintores e intelectuales de la época como Pablo Picasso, Vasili Kandinski, André Breton, Marcel Duchamp, Tina Modotti y Concha Michel. Falleció el 13 de julio de 1954, a los 47 años. Su cuerpo fue cremado y sus cenizas fueron llevadas a la Casa Azul, hoy conocida como museo Frida Kahlo.

## Biografía y carrera

### 1907-1925: primeros años
Magdalena Frida Carmen Kahlo y Calderón nació el 6 de julio de 1907 en Coyoacán, Ciudad de México, siendo la tercera hija del fotógrafo Guillermo Kahlo y Matilde Calderón. Tenía dos medias hermanas del primer matrimonio de su padre; María Luisa y Margarita, que fueron criadas en un internado tras el matrimonio de sus padres. Sus dos hermanas mayores fueron Matilde y Adriana. En 1906, nació su único hermano, Guillermo, que solamente sobrevivió por algunos días. En junio de 1908, nació su hermana menor, Cristina.

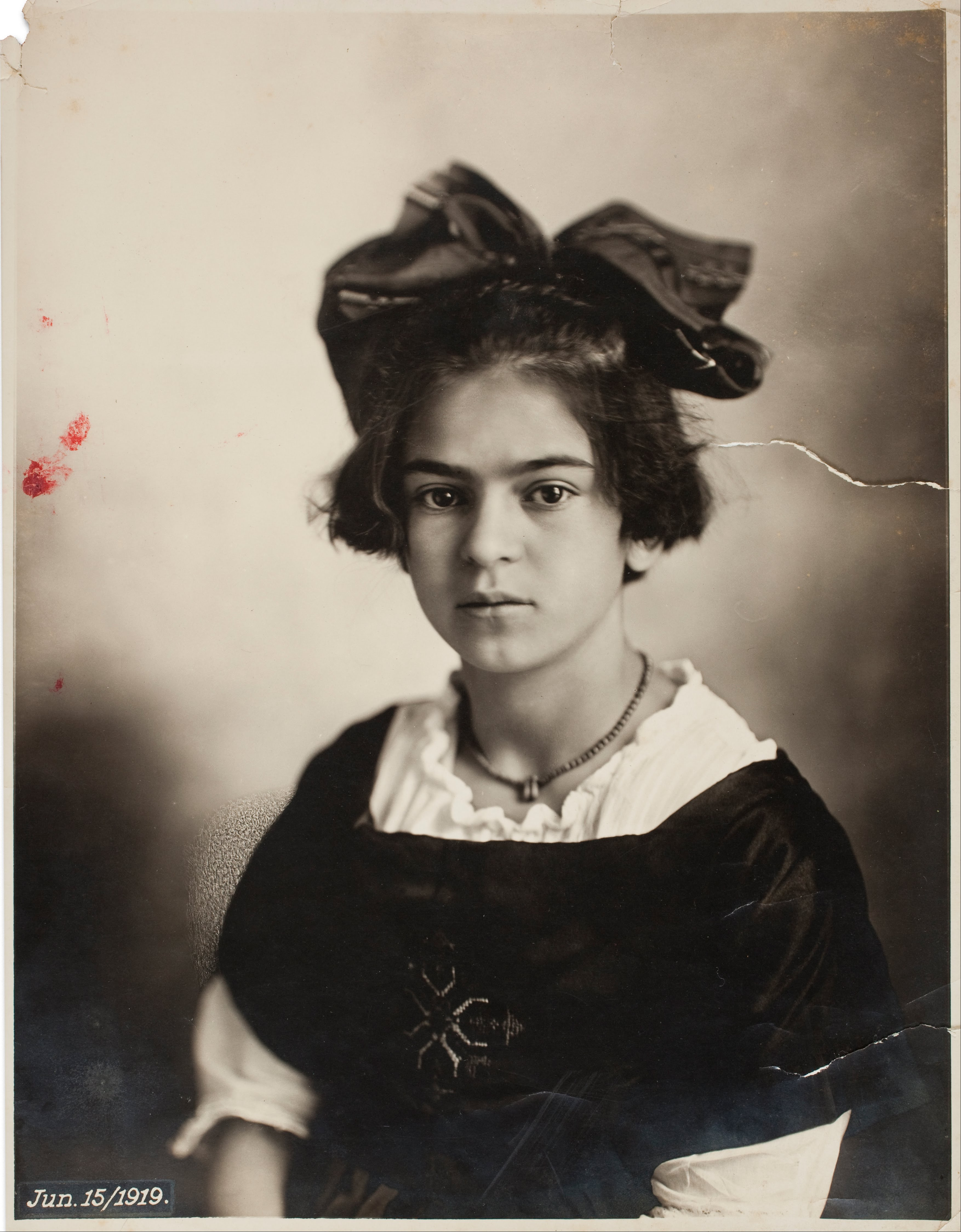
Fotografiada a los 11 años el 15 de junio de 1919.

Mientras la relación familiar con su mamá era compleja y distante, el vínculo fraternal con su papá era muy cercano y cariñoso. Su lazo fraternal se hizo aún más fuerte cuando contrajo poliomielitis, ya que su padre era quien la acompañaba a sus ejercicios y programas de rehabilitación. A su vez, Frida se daba cuenta de los continuos desmayos que este tenía, para los que a su temprana edad nadie le ofrecía una explicación. Guillermo Kahlo sufría de ataques epilépticos, adquiridos como secuela de una lesión cerebral en su infancia. Con el tiempo, Frida aprendió a prestarle asistencia en estas circunstancias y finalmente se enteró de su causa. La experiencia compartida de lidiar contra el infortunio de las enfermedades siempre los mantuvo muy unidos.
No se ha logrado identificar con exactitud la escuela a la que asistió Frida antes de 1922. Sin embargo, repetidamente se ha señalado que fue alumna del Colegio Alemán hasta 1921 y que allí habría obtenido su certificado escolar. No obstante, las actas del colegio no brindan una prueba de ello, y Frida no contaba con el dominio del idioma alemán, tal como ella misma lo escribió en una carta —redactada en idioma inglés— de 1949 a Hans-Joachim Kahlo, donde intentaba averiguar sobre sus ancestros y familia en Alemania.
En 1922, aspirando a estudiar medicina, ingresó a la Escuela Nacional Preparatoria de Ciudad de México, una prestigiosa institución educativa de México, que en ese entonces recién había comenzado a admitir estudiantes de sexo femenino. Eran solo 35 mujeres, de un total de dos mil alumnos. En dicha escuela conoció a futuros intelectuales y artistas mexicanos, como Salvador Novo, y formó parte de un grupo de alumnos conocidos como Los Cachuchas, llamados así por las gorras que usaban. A este grupo solo pertenecían dos mujeres: ella y Carmen Jaime. Los demás eran hombres, que en su adultez, consiguieron éxito intelectual o profesional en la sociedad mexicana: Agustín Lira, Miguel Lira, Alfonso Villa, Manuel González Ramírez, Jesús Ríos y Valles, José Gómez Robleda, y Alejandro Gómez Arias, de quien fue novia. Los cachuchas eran rebeldes, se autodefinían como un grupo político, crítico de la autoridad, protestaban contra las injusticias y se movilizaban por las reformas del sistema escolar; su actividad y posición política calzaba en algún espacio entre las ideas anarquistas y revolucionarias románticas. Más adelante, Frida plasmó sobre la tela una escena típica de sus encuentros con estos amigos. El óleo, pintado en 1927 y con estilo cubista, lleva por título Los Cachuchas (o, alternativamente, Si Adelita...) y transmite, con ayuda de símbolos, la atmósfera grupal y los intereses de los miembros del grupo.

### 1925-1928: accidente e inicios como pintora
El 17 de septiembre de 1925, Frida sufrió un grave accidente cuando el autobús en el que ella viajaba fue arrollado por un tranvía, quedando aplastado contra un muro y completamente destruido. Regresaba de la escuela a casa junto a Alejandro Gómez Arias, su novio de entonces. Su columna vertebral quedó fracturada en tres partes, sufriendo además fracturas en dos costillas, en la clavícula y tres en el hueso pélvico. Su pierna derecha se fracturó en once partes, su pie derecho se dislocó. Al respecto, Kahlo comentaba que habría sido esta la forma brutal en la que había perdido su virginidad. La medicina de su tiempo la atormentó con múltiples operaciones quirúrgicas (por lo menos 32 a lo largo de su vida), corsés de yeso y de distintos tipos, así como diversos mecanismos de «estiramiento».

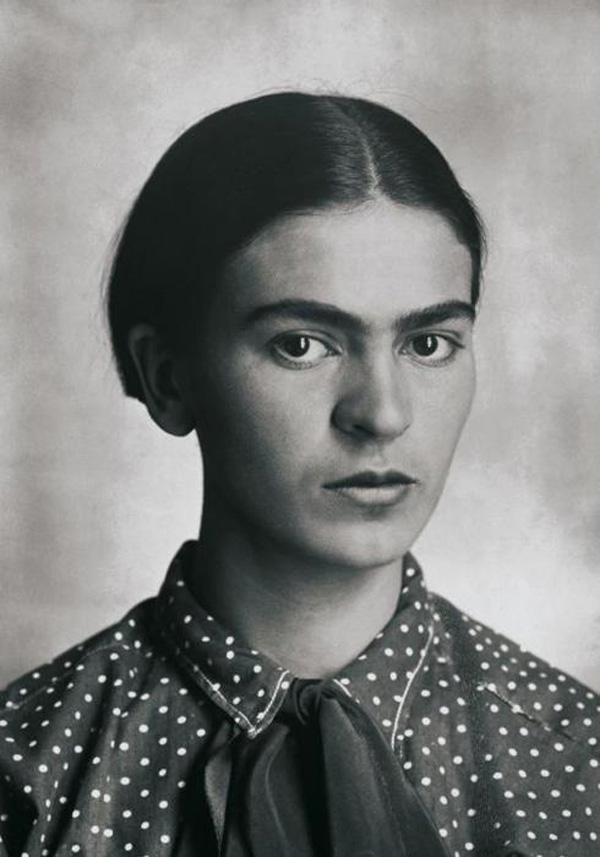
Kahlo en 1926.

A comienzos de 1925, poco antes de este accidente, había trabajado como aprendiz en el taller de grabado e imprenta de Fernando Fernández Domínguez, un amigo de su padre que, en medio del trabajo, le enseñaba a dibujar copiando grabados de Anders Zorn, dado que creía haber detectado en ella dotes especiales para este arte. Aparte de esta experiencia, Frida no había mostrado antes de su accidente ningún interés especial por la pintura. Tampoco seguía con mayor interés la asignatura de artes plásticas en la escuela. La batalla contra las secuelas de la poliomielitis la hacían inclinarse más bien por actividades deportivas: Cuanto más se moviera y más ejercicio físico sistemático hiciese, mejores eran sus posibilidades de recuperación. Tras el accidente, en cambio, trataba de moverse lo menos posible para ayudar a la sanación. Es así como la pintura cobra un lugar central en su vida. 
Durante su larga convalecencia comenzó a pintar de manera más constante. En septiembre de 1926 pintó su primer autorretrato al óleo, que dedicó a Alejandro Gómez Arias. En esta primera obra emprendió una dinámica que continuaría el resto de su existencia: reflejar en sus cuadros los sucesos de su vida y los sentimientos que le producían.
En 1927, pintó el Retrato de Miguel N. Lira, un óleo sobre lienzo de 99,2 X 67,5 cm donde muestra a su compañero cachucha en un fondo muy particular y simbólico lleno de objetos y signos que aluden a su nombre. Apenas un año más tarde realizó el retrato de su hermana Cristina con líneas muy puras y tonos muy suaves. Por esta época, Frida ya había comenzado a frecuentar ambientes políticos, artísticos e intelectuales. A través de Germán de Campo, un dirigente estudiantil muy admirado por Frida, conoció al comunista cubano Julio Antonio Mella, quien vivía exiliado en México con su pareja de origen italiano, la fotógrafa Tina Modotti, a través de quienes Frida entró en contacto con el pintor Diego Rivera, 21 años mayor que Frida y con quien iniciaría una relación. Frida y Tina entablaron rápidamente amistad y esta última empezó a llevar a Frida a las reuniones políticas del Partido Comunista Mexicano, organización de la que ya formaban parte varios de sus amigos cachuchas y a la que también se incorporó formalmente Frida. Diego Rivera era militante del Partido Comunista desde 1922, pero fue expulsado del partido en 1929. Frida no fue expulsada, pero no había tenido una militancia formal muy activa (se había afiliado recién en 1928) y también se alejó del partido tras la expulsión de Rivera. A mediados de la década de 1930, la pareja se consideraba trotskista, cuestión que cambió radicalmente en 1939, cuando consideraron aquello un error y comenzaron a defender las ideas de la dirigencia soviética.

### 1929-1940: primer matrimonio con Diego Rivera
La artista contrajo matrimonio con Diego Rivera el 21 de agosto de 1929. En 1930, Frida se embarazó por primera vez. Sin embargo, debido a la posición anómala del feto y a las secuelas del accidente de 1925, el embarazo de tres meses debió ser interrumpido, según decidió el médico Jesús Marín. Por aquel entonces otros médicos opinaron que probablemente Frida nunca podría tener hijos.

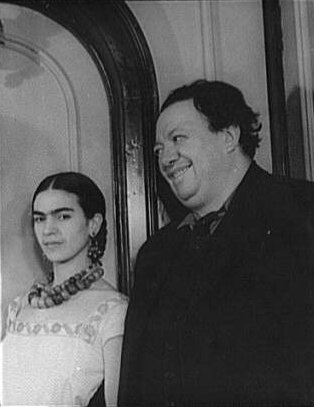
Fotografiada por Carl van Vechten junto a Diego Rivera en 1932.

En 1932, le encargaron a Diego Rivera los Murales de la Industria de Detroit para el Instituto de Artes de Detroit. En abril, Frida pintó Aparador en una calle de Detroit, obra muy influenciada por Giorgio de Chirico. Se vuelve crítica con la forma de vida estadounidense y lo dejó reflejado en sus pinturas de entonces. En agosto,  contempló un eclipse solar, por lo que incorporó a algunos de sus cuadros el dualismo noche y día, convirtiéndose en un elemento iconográfico frecuente y recurrente de su obra.
Encontrándose en Detroit, sufrió un segundo aborto. Durante su recuperación pintó su autorretrato, Aborto en Detroit, realizado con un estilo más penetrante, inspirado en los pequeños cuadros votivos del arte popular mexicano que recibían el nombre de retablos. Esta pintura era totalmente independiente de lo que hacía su esposo. Rivera, consciente del valor de la obra y de este periodo, dijo: 

Frida empezó a trabajar en una serie de obras maestras sin precedentes en la historia del arte, pinturas que exaltaban la cualidad femenina de la verdad, la realidad, la crueldad y la pena. Nunca antes una mujer había puesto semejante atormentada poesía sobre la tela como Frida en esta época de Detroit.

Volvieron a México en 1933. En 1937, ella y Diego conocieron a León Trotski, un revolucionario soviético exiliado, a quien le ofrecieron su casa de Coyoacán para que pudiera vivir con su esposa. Al poco tiempo, Frida comenzó un fugaz amorío con él.

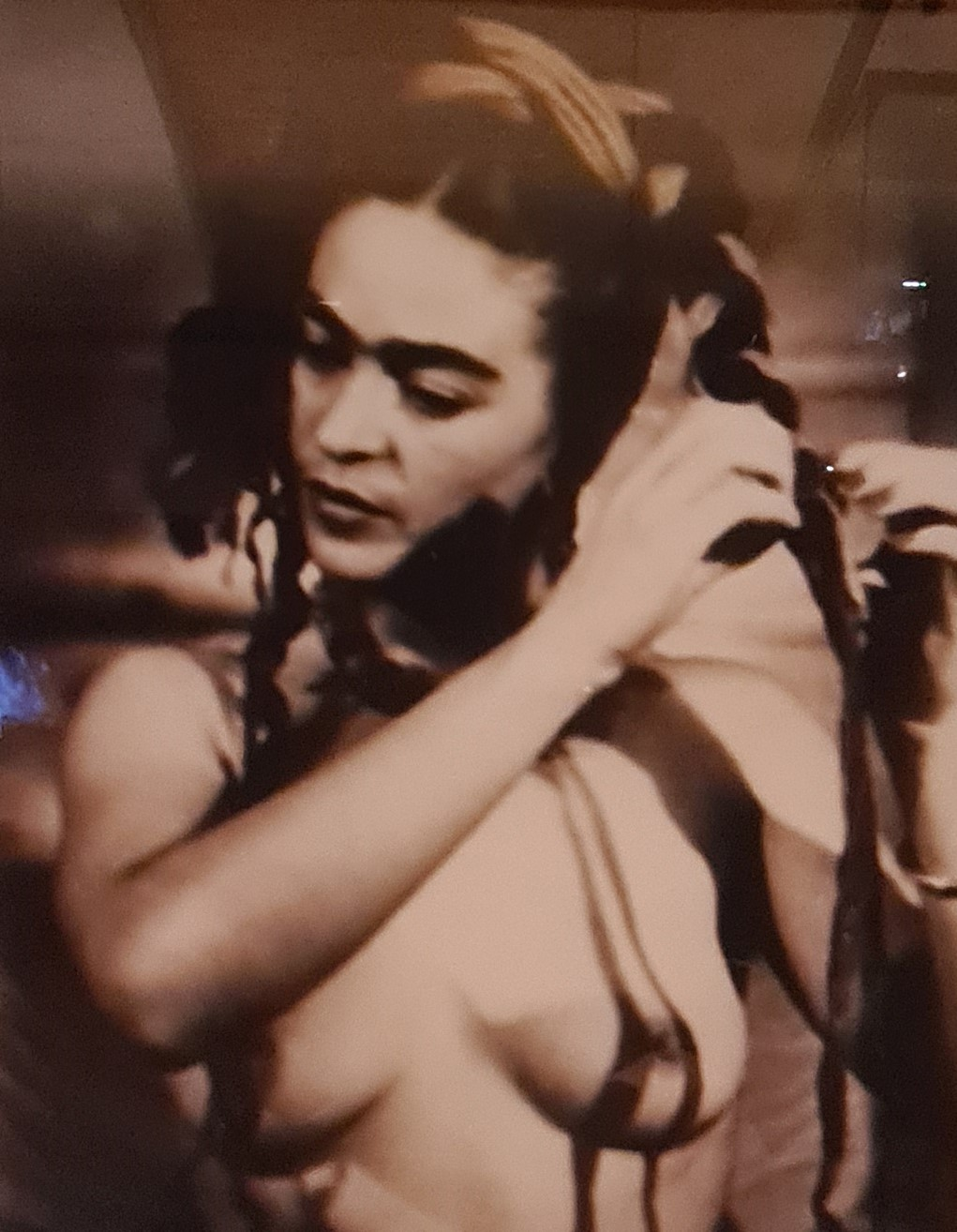
Retratada desnuda en 1938 por Julien Levy, quien un año antes le ayudó a organizar su primera exposición individual en Nueva York.

En 1938 el poeta y ensayista del surrealismo André Bretón calificó su obra de surrealista en un ensayo que escribió para la exposición de Kahlo en la galería Julien Levy de Nueva York. No obstante, ella misma declaró más tarde: «creían que yo era surrealista, pero no lo era. Nunca pinté mis sueños. Pinté mi propia realidad».
En 1939, Kahlo terminó un autorretrato, en el que reflejó sus dos personalidades: Las dos Fridas. En este cuadro, asimilaba la crisis marital, a través de la separación entre la Frida en traje de tehuana, el favorito de Diego, y la otra Frida, de raíces europeas, la que existió antes de su encuentro con él. Los corazones de las dos mujeres están conectados uno al otro por una vena, la parte europea rechazada de Frida Kahlo amenaza con perder toda su sangre. Cerca de este año, Diego Rivera adoptó la ideología trotskista de León Trotski, y en el Sindicato Único de Trabajadores de la Construcción de la Ciudad de México, gremio sindical de Juan R. de la Cruz que Fernández Vilchis capacitó y formó políticamente, se comenzó a tocar el tema de formar parte de un grupo de la IV Internacional. Ante discordia entre los miembros, y debido a que el movimiento se estaba sacrificando a los intereses personales de Trotski, Diego Rivera consideró necesario disolver esta sección mexicana. Posteriormente, Kahlo y Rivera cambiaron sus pensamientos políticos, pasando a ser estalinistas, lo que provocó un distanciamiento entre ellos con Trotsky. No obstante, este último trató de reavivar su relación con Frida, escribiéndole para que no lo abandonara, pero ella nunca respondió.
Luego de llevar un matrimonio disfuncional de maltratos emocionales e infidelidades cometidas por parte de los dos, destacando en especial una aventura que Diego tuvo con Cristina Kahlo, su hermana menor, Rivera le pidió el divorció el 6 de noviembre de 1939. Frida regresó temporalmente a su casa de Coyoacán, donde padeció una temporada con un ánimo depresivo en el que consumió alcohol como una forma de aliviar sus sufrimientos físicos y psicológicos. Hay dos producciones pictóricas importantes en este período de separación: Las dos Fridas y Dos desnudos en un bosque. Su separación matrimonial se consumó oficialmente en enero de 1940.

### 1940-1950: segundo matrimonio con Diego Rivera y ascenso artístico
El 24 de mayo de 1940, David Alfaro Siqueiros intentó asesinar a León Trotski, quien aún se encontraba residiendo en la casa de Frida en Coyoacán. A raíz de este ataque, se realizó un allanamiento en dicha vivienda y ella fue detenida por la policía durante algunas horas. El 21 de agosto, Trotski fue asesinado a los 60 años, lo que provocó que ella y Diego Rivera fueran acusados de haberlo matado por la cercanía que tenían con él. Ambos fueron arrestados, pero al final fueron dejados en libertad. Esta situación hizo que, a pesar de haberse divorciado, los dos formaran un vínculo fraternal más fuerte. Sin soportar estar separados el uno del otro, tomaron la decisión de contraer matrimonio nuevamente el 8 de diciembre del mismo año.

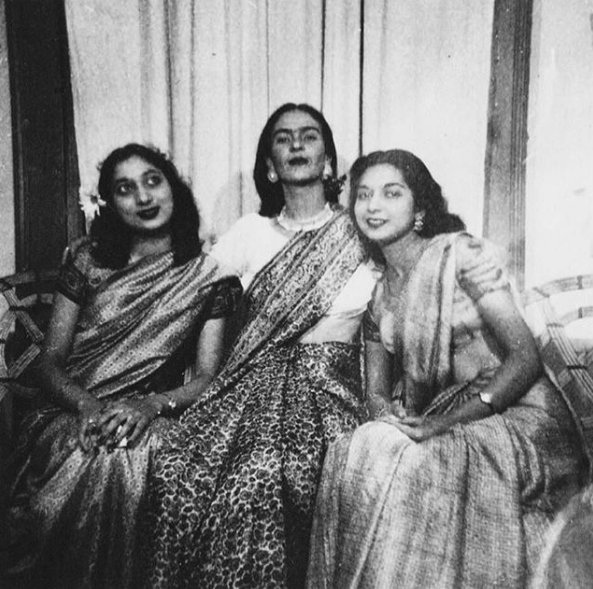
Posando para una foto junto a Nayantara Sahgal (derecha) y Rita Dar (izquierda), en 1947.

A partir de 1943, empezó a dar clases en la escuela La Esmeralda de Ciudad de México. En los años posteriores de los cuarenta, el reconocimiento artístico a su obra fue incrementando, especialmente en Estados Unidos. Participó en importantes exposiciones colectivas en el Museo de Arte Moderno de Nueva York, en el Instituto de Arte Contemporáneo de Boston y en el Museo de Arte de Filadelfia. También formó parte de la exposición The Exhibition by 31 Women organizada por la mecenas y coleccionista Peggy Guggenheim.

### 1950-1954: deterioro de salud y últimos años
En 1950, fue hospitalizada en Ciudad de México, donde permaneció un año.
En 1953, en Ciudad de México se organizó la única exposición individual en su país durante la vida de la artista. En una de las críticas se dijo: «Es imposible separar la vida y obra de esta persona... sus pinturas son su biografía». La exposición fue en la Galería de Arte Contemporáneo. La salud de Frida estaba ya muy deteriorada y los médicos le prohibieron concurrir a la misma. No obstante, llegó en una ambulancia, asistiendo a su exposición en una cama de hospital. Los fotógrafos y los periodistas se quedaron impresionados. La cama fue colocada en el centro de la galería y Frida contó chistes, cantó y bebió la tarde entera. La exhibición había sido un rotundo éxito.
Ese mismo año, le tuvieron que amputar la pierna por debajo de la rodilla debido a una infección de gangrena. Esto la sumió en una gran depresión que la llevó a intentar el suicidio en un par de ocasiones, utilizando para ello los opiáceos prescritos. Durante ese tiempo escribía poemas en sus diarios, la mayoría relacionados con el dolor y el sufrimiento.
En febrero de 1954, escribió explícitamente en su diario sus ideas suicidas. En ellas describió sus dolencias físicas y emocionales padecidas seis meses después de su amputación, y señaló que, aunque continuaba pensando en quitarse la vida, lo único que la detenía era Diego Rivera, a quien no deseaba abandonar porque tenía «la vanidad» de creer que ella le haría falta. El 19 de abril de 1954 ingresó al hospital inglés tras un intento de suicidio y, aunque escribió en su diario que había prometido no recaer, el 6 de mayo fue hospitalizada nuevamente por el mismo motivo. En sus últimos días, estuvo postrada en cama la mayor parte del tiempo debido a una bronconeumonía, aunque hizo una aparición pública el 2 de julio, participando con Rivera en una manifestación contra la invasión en Guatemala por la CIA. Parecía anticipar su muerte, ya que hablaba de ello con las personas que iban a visitarla y dibujaba esqueletos y ángeles en su diario. Su último dibujo fue un ángel negro, que la biógrafa Hayden Herrera interpretó como el «Ángel de la Muerte». La ilustración fue acompañada por las palabras que ella misma escribió: «Espero alegre la salida – y espero no volver jamás.»

## Muerte
La noche del 12 de julio de 1954, sufrió de fiebre alta y dolores extremos. Aproximadamente a las seis de la mañana del 13 de julio, su enfermera la encontró muerta en su cama. Kahlo tenía 47 años al morir, y sus causas de muerte oficiales fueron una embolia pulmonar no traumática y una flebitis en un miembro inferior derecho no traumática. No obstante, no se le realizó una autopsia. Ante esto, una versión alterna asegura que en realidad se suicidó. Los puntos que apoyaron dicha hipótesis fueron las declaraciones de su enfermera, quien aseguró que contaba los analgésicos de la artista para poder tenerle un control de los mismos, pero la noche antes de su muerte se provocó una sobredosis. Tenía prescrito una dosis máxima de siete pastillas, pero ingirió once. En adición, esa noche le dio a Rivera un regalo de aniversario de bodas, con más de un mes de antelación.
Su cuerpo fue velado en el Palacio de Bellas Artes y su ataúd fue cubierto con la bandera del Partido Comunista Mexicano, hecho que la prensa nacional criticó profusamente. Concluidas sus ceremonias de despedida, fue cremada en el Panteón Civil de Dolores. Sus cenizas fueron llevadas a descansar a la Casa Azul en Coyoacán, el mismo lugar donde nació y que años más tarde se convirtió en museo. Rivera, quien afirmó que su muerte fue «el día más trágico de su vida», falleció tres años después, en 1957.

## Legado

### Obra pictórica
Un año más tarde, Frida participó con dos de sus obras (La mesa herida y Las dos Fridas) en la versión mexicana del gran evento en París de 1938: la Exposición Internacional de Surrealistas de la Galería de Arte Mexicano de Inés Amor. Una exposición que además contó con el apoyo de Breton y en la que participaron además Leonora Carrington y Remedios Varo.
Comenzó a pintar durante su convalecencia del accidente que sufrió cuando regresaba a su casa de la escuela en autobús el 17 de septiembre de 1925 que la dejó gravemente herida y con secuelas el resto de su vida. Así lo explicó: 

Mi padre tenía desde hacía muchos años una caja de colores al óleo, unos pinceles... y una paleta en un rincón de su tallercito de fotografía... yo le tenía echado el ojo a la caja de colores. No sabría explicar el porqué. Al estar tanto tiempo en cama, enferma, aproveché la ocasión y se la pedí a mi padre... Mi mamá mandó hacer con un carpintero un caballete... que podía acoplarse a la cama donde yo estaba, porque el corsé de yeso no me dejaba sentar. Así comencé a pintar mi primer cuadro, el retrato de una amiga mia... Junto a la cama había un espejo donde Frida se veía así misma, se descubría y experimentaba con ella su propio modelo, este fue el inicio de sus numerosos autorretratos. Este primer estilo juvenil estuvo influenciado por la pintura retratística mexicana del siglo XIX de inspiración europea.

Casada con Diego Rivera en agosto de 1929, la influencia de Diego en la pintura de Frida se reconoce a partir de entonces con un importante cambio de estilo orientado hacia el mexicanismo, hacia la afirmación nacional mexicana. Así se unió al grupo de artistas, en el que participaba Diego, que propugnaba un arte autóctono mexicano, integrando objetos del arte popular y de la cultura precolombina. En sus autorretratos, Frida se representaba vestida de campesina o de indígena, expresando su identificación con la población indígena.
Durante cuatro años el matrimonio vivió en Estados Unidos, desde noviembre de 1930 y hasta 1934. En Detroit reflejó en su óleo Henry Ford Hospital su trágico segundo aborto: se ve a Frida desnuda en una cama del hospital con la sábana blanca empapada de sangre, de su vientre salen seis venas rojas que se enlazan a seis objetos que son símbolos de su sexualidad y del embarazo fracasado.

La pintura ha llenado mi vida. He perdido tres hijos y otra serie de cosas que hubiesen podido llenar mi horrible vida. La pintura lo ha sustituido todo. Creo que no hay nada mejor que el trabajo.
Frida Kahlo

En sus pinturas, Frida se representó en escenarios amplios, áridos paisajes o en frías habitaciones vacías que remarcaban su soledad. Los retratos más intimistas de cabeza o de busto se complementaban con objetos de significado simbólico. En cuanto a los retratos de cuerpo entero, se integraban en representaciones escénicas y enmarcaban su propia biografía: la relación con su esposo, cómo sentía su cuerpo, sus enfermedades consecuencia de su accidente juvenil, la incapacidad de engendrar hijos, su filosofía de la naturaleza y del mundo. Expresó sus fantasías y sentimientos por medio de un vocabulario propio con símbolos que precisan ser descifrados para entender su obra. Estas representaciones rompieron tabús, especialmente sobre el cuerpo y la sexualidad femenina.
En el retrato de Alicia Galant (1927), se observa la inconformidad por parte de Frida. La composición cromática difiere sustancialmente de la que utilizará en sus obras posteriores. En este cuadro destacan los colores oscuros y un trazo que es al mismo tiempo prolijo y torpe. Los elementos que a ella más le agradan, y que se repetirán en sus siguientes obras, no están presentes aquí, como si su esencia estuviese ausente de este cuadro.
Aunque llegó a conocer el éxito en vida, Frida Kahlo tardó en lograr el reconocimiento como artista. La apreciación de su trabajo pictórico se produjo después de su muerte, tardando más de una década en alcanzar verdadero reconocimiento internacional:
Tras su muerte en 1954, por largo tiempo se guardó silencio sobre ella y recién a comienzos de la década de 1970 fue redescubierta en el contexto del movimiento de liberación de las mujeres. Desde entonces se han realizado numerosas exposiciones de sus obras y variados homenajes a la mujer y a la artista Frida Kahlo y su fama se ha incrementado permanentemente. En cuanto a su impacto, hace tiempo que ya superó con creces a Diego Rivera.
Cuatro años después de su muerte la Casa Azul se convirtió en el Museo Frida Kahlo. Importantes museos y galerías de arte internacionales le han dedicado retrospectivas: el Instituto Nacional de Bellas Artes de Ciudad de México (1977), el Museo de Arte Contemporáneo de Chicago (1980), la Whitechapel de Londres (1982), la Schirn Kunsthalle Frankfurt (1993), la Tate Modern de Londres (2007), el Museo de Arte Contemporáneo de Monterrey (2007) y el Museo Nacional de Colombia, Bogotá (2009).

### Museos

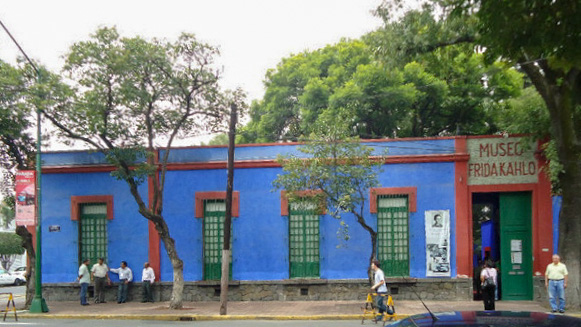
Fachada exterior del Museo Frida Kahlo, fotografiado en 2011.

El Museo Frida Kahlo, también conocido como Casa Azul, se encuentra ubicado en Coyoacán, en la esquina de Londres y Allende, Ciudad de México. En este lugar, que como su nombre alterno lo indica era una casa, fue el sitio donde nació, creció, pasó gran parte de su vida y realizó la mayoría de sus trabajos pictóricos.
En 1997, la Universidad Autónoma de Sinaloa inauguró en una antigua y espaciosa casa de la ciudad de Culiacán la «Galería de arte Frida Kahlo».

### Mito y leyenda

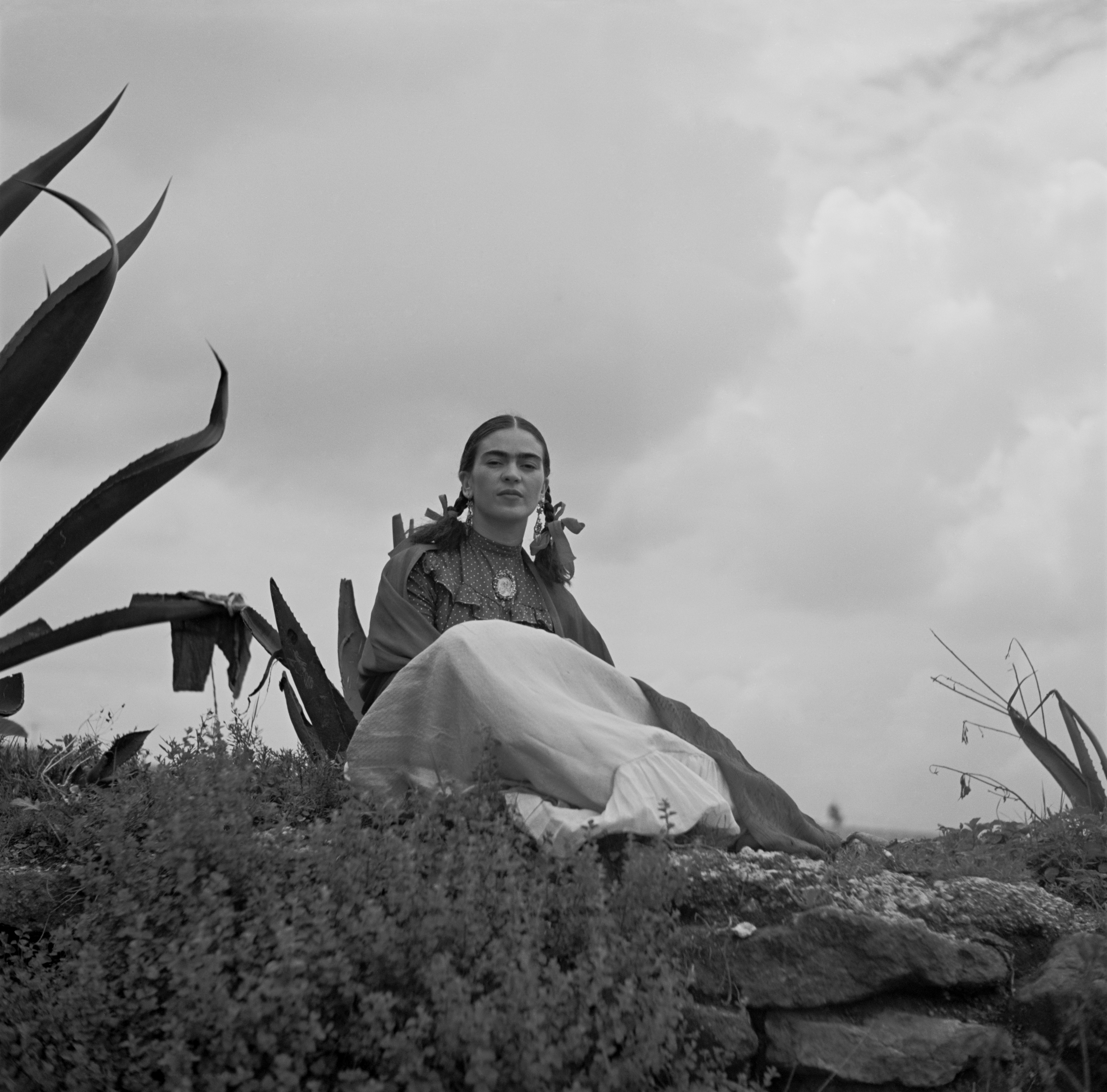
Posando para una fotografía de la revista Vogue, en 1937.

La importancia de su obra pictórica, la complejidad de su vida y su influencia en la cultura mexicana de la posrevolución, donde se gestó el movimiento muralista encabezado por su esposo, han sido muy estudiadas desde múltiples perspectivas y hay publicados muchos estudios críticos sobre ello. Su personalidad se forjó en una trayectoria vital plagada de enfermedades que le producían un continuo dolor, así como en unas relaciones personales con otras personalidades culturales de primer orden. Su obra refleja esa trayectoria vital, su propia fantasía y la tradición popular mexicana, incluida la de los exvotos y la prehispánica. Para Araceli Rico, Kahlo es «el enfermo creador (que) experimenta el drama de su existencia en el rechazo a los demás, esforzándose por mantener una situación favorable a la realización de su trabajo creativo». Kahlo admiraba la pintura revolucionaria y la consideraba necesaria en su tiempo, pero era consciente de que su pintura no lo era, así escribió: «Mis cuadros están bien pintados, no con ligereza, sino con paciencia. Mi pintura lleva el mensaje del dolor. Creo que cuando menos a unas pocas gentes les interesa. No es revolucionaria, para qué me sigo haciendo ilusiones de que es combativa; no puedo». Por tanto, su obra no puede asociarse al nacionalismo revolucionario que practicaba su esposo Diego Rivera; más bien se trata de una obra arraigada en el arte popular. Según Araceli Rico «observamos en Frida Kahlo una preocupación por la búsqueda de sus orígenes como individuo que pertenece y se empeña en descubrir la tradición cultural. Es así que en sus composiciones está evocando todo un mundo de costumbres, de creencias, de objetos, en fin, de maneras de ser y de sentir». Un aspecto inquietante de su obra es la frecuente disociación de ella misma en varios de sus autorretratos, esta dualidad puede nacer tanto de su propia historia como de la fantasía del pueblo mexicano.
Para Raúl Mejía, Frida Kahlo forjó su propio mito y leyenda con la creación de su propio personaje que aparece en la mayoría de su obra. Fuertemente transgresora en muchas de las normas y convenciones de su tiempo, decidió también ser la protagonista de sus pinturas. En lugar de realizar un dulce trabajo, como podía esperarse de una mujer de su época, construyó una obra llena de singularidad con un fuerte contenido dramático tanto en los temas como en las representaciones de sí misma.
Kahlo se mostró en sus pinturas coexistiendo tanto con la vida como con la muerte, especialmente en sus frecuentes operaciones quirúrgicas, siendo constante la presencia de su dolor. En La columna rota su cuerpo aparece cubierto de clavos. También se muestra como productora de vida y energía, o como fuente de amor y de sentimientos. El tema de las relaciones y el afecto aparece frecuentemente en su obra, especialmente su gran amor Diego. Pero, sobre todo, es el personaje que creó de ella misma el motivo principal y protagonista de sus cuadros. Su mensaje con el paso del tiempo sigue manteniendo toda su vigencia como un grito de denuncia contra la opresión.
En su diario que escribió a partir de los 35 años, relató sus vivencias tanto de su última década como de sus primeros años. Escribió sobre sus pensamientos, su sexualidad, la fertilidad, sus sufrimientos físicos y psíquicos.

### Personificaciones
Frida Kahlo ha sido interpretada en las siguientes películas:
| Año  | Título                   | Intérprete                                                                   |
| ---- | ------------------------ | ---------------------------------------------------------------------------- |
| 1984 | Frida, naturaleza viva   | Ofelia Medina                                                                |
| 2002 | Frida                    | Salma Hayek                                                                  |
| 2015 | Eisenstein en Guanajuato | Cristina Velasco Lozano                                                      |
| 2017 | Coco                     | Natalia Cordova-Buckley (voz en inglés) Ofelia Medina (voz en Latinoamérica) |

### Literatura
En 1983, la historiadora y biógrafa estadounidense Hayden Herrera, publicó Frida: una biografía de Frida Kahlo, un libro biográfico sobre la vida y carrera de Kahlo.
En 2000, la escritora mexicana Elena Poniatowska en su obra Las siete cabritas, incluye un cuento en el que intenta ponerse en el lugar de Frida, narrando sus pesares en primera persona.
Existe una amplia serie de novelas inspiradas en la vida de Frida Kahlo, así como también en la pareja Frida y Diego y variadas biografías noveladas en varios idiomas, como por ejemplo Diego ist der Name der Liebe : das Schicksal der Frida Kahlo (Diego es el nombre del amor: el destino de Frida Kahlo) (2000), de Bárbara Krause. Rauda Jamis (2000), Bárbara Mujica (2003), J. M. G. Le Clezio (2002).

### Juguetes
El 8 de marzo de 2018, en el marco del Día Internacional de la Mujer, la compañía de juguetes estadounidense Mattel anunció el lanzamiento de una línea de muñecas Barbie llamada «Sheroes» (en español, heroínas), en la que se incluyó una en honor a Kahlo. Sin embargo, la familia de esta última rechazó la comercialización de la muñeca, alegando que Mattel no tenía permiso legal para reproducir la figura de la artista.

### Música
Anthony Kiedis, vocalista de la banda estadounidense Red Hot Chili Peppers, le dedicó la canción «Scar Tissue».
La cantante estadounidense Madonna ha reafirmado su gusto y admiración por Frida Kahlo, tal es el caso de su vídeo de 1994 Bedtime Story en el cual varias escenas están inspiradas en las famosas pinturas de la artista. En 2015 se inspira en una fotografía tomada a Frida para la portada de su álbum Rebel Heart. En ese mismo álbum es mencionada en la canción «Graffiti Heart».